# Benjamin Hübner
Benjamin Hübner, né le 4 juillet 1989 à Wiesbaden en Allemagne, est un footballeur allemand, qui évolue au poste d'défenseur central.

## Palmarès
- Champion d'Allemagne de D2 en 2015 avec le FC Ingolstadt